# 桦太千岛交换条约

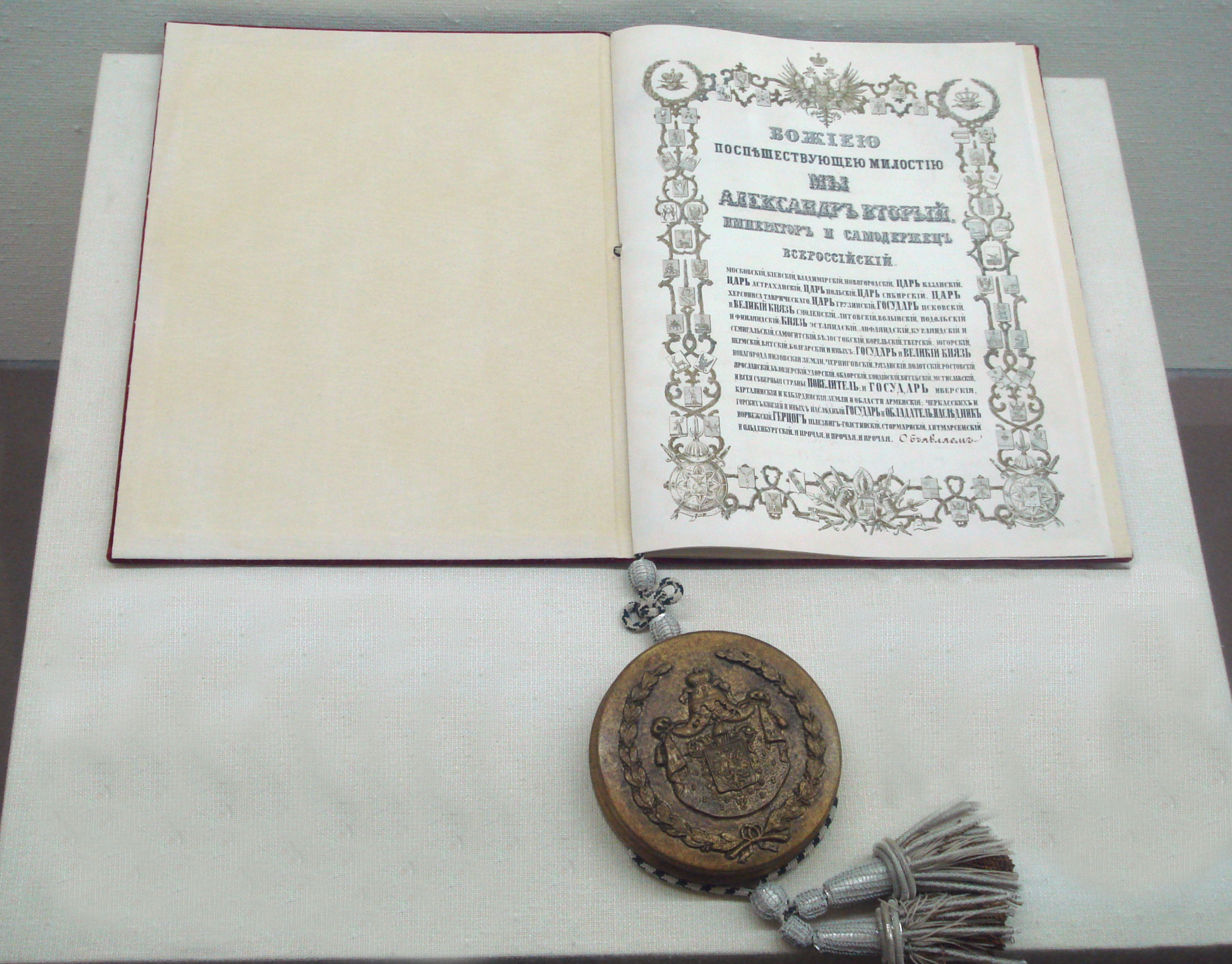
《樺太千島交換條約》俄文版本

《樺太千島交換條約》（日语：／）又譯為《庫頁島千島交換條約》，即《圣彼得堡条约》（俄语：Петербургский договор），是大日本帝国与俄罗斯帝国于1875年5月7日在聖彼得堡簽定的双边条约，日本據此獲得堪察加半岛以南的整個千島群島的主权、鄂霍次克海的捕鱼权和其周边俄罗斯港口十年的免费使用权，條件則為放棄对整个庫頁島（即樺太）的權利要求。

## 背景

1875：庫頁島千島交換條約
1905：《樸資茅斯條約》
1945：二戰結束後俄國佔領所有北方土地

根据1855年簽定的《日俄和親通好條約》，日本擁有南千島群島，俄羅斯擁有千島群島得撫島以北部分，至於庫頁島則為兩國共管。因為兩國在库页岛没有明确边界，移民于是不斷发生摩擦。明治維新後，當時的北海道開拓使次官黑田清隆主張放棄遙遠的库页岛，以換取整個千島群島的主權，進而早日開發北海道，日本政府決定採用，1874年派遣全權大使榎本武揚赴聖彼得堡與俄羅斯交涉。